# Дуглас Коупленд
Ду́ґлас Кéмпбел Ко́упленд (англ. Douglas Campbell Coupland; нар. 30 грудня, 1961) — канадський письменник, один із визначних прозаїків сучасності, автор терміна Покоління Х, романи якого перекладені 22 мовами у 30 країнах світу. Він написав тринадцять романів, збірку коротких оповідань, сім документальних книжок та низку драматичних творів та сценаріїв для кіно і телебачення. Романи Коупленда особливі поєднанням у них постмодернізму, релігії, Web 2.0, людської сексуальності та поп-культури.

## Життєпис

### Ранні роки
Коупленд народився 30 грудня 1961 р. на військовій базі НАТО в Баден-Зьоллінґені в Західній Німеччині. Він був другим із чотирьох синів доктора Чарльза Коупленда, медика Королівських ВПС Канади та Джанет Коупленд, що мала ступінь з релігієзнавства Університету МакҐілла. У 1965 році, після завершення його батьком військової кар'єри, родина переїжджає на батьківщину у Західний Ванкувер, Канада. Там його батьки відкривають приватну медичну практику.
Після завершення школи у Західному Ванкувері в 1979 році, Коупленд вступає до Університету МакГілла на факультет фізики, але за рік покидає університет і повертається до Ванкувера, щоб навчатись у художньому коледжі дизайну та скульптури. Після завершення коледжу у 1984 році він продовжує навчання у Мілані (Італія) та Саппоро (Японія). Також він закінчив курси у сфері бізнесу, образотворчого мистецтва та промислового дизайну в Японії в 1986 році.
Попрацювавши деякий час у Токіо дизайнером, Коупленд повертається додому в Канаду, через проблеми зі шкірою, викликані незвично жарким, як для нього, літнім кліматом Японії. Перед від'їздом він надіслав листівку одній із своїх подруг у Ванкувері. Чоловік подруги, редактор журналу, прочитав листівку, і запропонував Дуґласу роботу, на яку він з радістю погодився. Коупленд почав писати до журналу, і на зароблені гроші орендувати приміщення під свою мистецьку майстерню.

### Роки творчості
1989 рік. Дуґлас продовжує працювати у редакції і пише низку статей про тогочасну молодь; в одній із цих статей він торкається проблеми так званого «Покоління Х», про яке починали писати ще із 60-х років, але до того часу цей термін так і не отримав своєї повної і завершеної форми. Після публікації статті Коупленд отримує замовлення на написання документального «путівника» по його поколінню, він погоджується, бере аванс у розмірі 22 500 $, і зникає на півтора року. Цей час він проводить у пустелі Мохаве у Палм-Спрингс. Через півтора року поневірянь він повертається додому у Ванкувер, і замість документального дослідження, привозить роман «Покоління X: Казки для Акселерованої Культури».
1992 рік. Публікується його другий роман «Планета Шампуню», що розповідає про покоління після Покоління Х. У своєму першому романі він назвав їх «глобалізованими підлітками» (англ. Global Teens), проте зараз це покоління, прийнято називати Поколінням Y.
1994 рік. Коупленд працює у щойно створенному журналі Wired, і пише коротке оповідання про життя працівників корпорації Microsoft. Зацікавившись темою, він переїздить до Каліфорнії і поринає в атмосферу Силіконової долини та пише свій роман «Раби Майкрософту». За збігом обставин, роман було опубліковано одного тижня із виходом в світ операційної системи Windows 95.
1996 рік. Після недовгого промотуру останньої книги, Коупленд починає свій період документалістики. Він пише збірку есе під назвою «Полароїдні фотокартки з того світу», що описують різні визначні події: концерти гурту Grateful Dead, смерть Курта Кобейна, візит репортера з Німеччини, про річницю смерті Мерилін Монро та багато іншого.
2000 рік. Дуґлас публікує свою документальну книгу «Скляне місто», книга містить у собі частини із книг «Життя після Бога» та «Полароїдні фотокартки з того світу», і перетворює все це у візуальну розповідь про Ванкувер, прикрашену світлинами із буденного життя міста, кадрами із відеоархіву міста, та газетними передовицями.
2006 рік. Виходить книга jPod, яку по праву можна вважати аналогом Рабів Майкрософту, для покоління що виросло разом із Google, — це перший роман Коупленда, написаний в дусі Web 2.0.
2009 рік. Коупленд проживає у Ванкувері з його партнером Девідом Уейром. Зараз він працює над біографією Маршалла Маклуена, новим виданням Скляного Міста англ. City of Glass, та новим телевізійним серіалом «Масове вимирання» (англ. Extinction Event).

## Особисте життя
Дуглас Коупленд є відкритим геєм.

### Романи
- Покоління X: Казки для Акселерованої Культури (англ. Generation X: Tales for an Accelerated Culture) (1991)
- Планета шампуню (англ. Shampoo Planet) (1992)
- Життя після Бога (англ. Life After God) (1994)
- Раби Майкрософту (англ. Microserfs) (1995)
- Дівчина в комі (англ. Girlfriend in a Coma)  (1998)
- Міс Вайомінг (англ. Miss Wyoming) (1999)
- Нормальних сімей не буває (англ. All Families Are Psychotic) (2001)
- Бог ненавидить Японію (англ. God Hates Japan) (2001)(Видана лише в Японії, на японській із невеликими англомовними вставками. Японська назва 神は日本を憎んでる (Kami wa Nihon wo Nikunderu))
- Гей, Нострадамусе! (англ. Hey Nostradamus!) (2003)
- Елеонор Ріґбі (англ. Eleanor Rigby) (2004)
- jPod (2006)
- Викрадачі жуйки (англ. The Gum Thief) (2007)

- Покоління А (англ. Generation A) (2009)

- Гравець 1 (Player One: What Is to Become of Us) (2010)

- Вкрай недоречні історії для молоді (Highly Inappropriate Tales for Young People) — збірка оповідань (2011)

- Найгірша. Людина. З усіх (Worst. Person. Ever.) (2013)

- Запій (Binge) — збірка оповідань (2021)

### Документальна проза
- Полароїдні фотокартки з того світу (англ. Polaroids From The Dead) (1996) (вибранні есеї)
- Книга Лари: Феномен Лари Крофт (англ. Lara’s Book: Lara Croft and the Tomb Raider phenomenon) (1998)
- Скляне місто (англ. City of Glass) (2000)
- Спогади про Канаду(англ. Souvenir of Canada) (2002)
- Шкільный дух (англ. School Spirit) (2002)
- Спогади про Канаду 2 (англ. Souvenir of Canada 2) (2004)
- Террі: Життя канадця Террі Фокса(англ. Terry — The Life of Canadian Terry Fox) (2005)

### Драматичні твори та сценарії
- Дуґлас Коупленд: Близький особистий друг(англ. Douglas Coupland: Close Personal Friend)(1996)
- 10 вересня(англ. September 10) (2004)
- Всередині світла(англ. Inside the Light) (2005)
- Спогади про Канаду(англ. Souvenir of Canada) (2005) (Сценарій і закадровий голос)
- Все зеленіє (англ. Everything's Gone Green) (2007)
- jPod (2008) (Телесеріал)
- Нормальних сімей не буває (англ. All Families Are Psychotic) (2012[5]):Екранізація однойменного роману

## Видання українською
- Покоління Х / Переклад з англійської Гєника Бєлякова — Komubook, 2016

- Гравець 1. Що з нами станеться. роман за п'ять годин / Переклад з англійської Світлани Орлової — Фабула, 2020